# Зульфугаров, Тофик Надир оглы
Тофик Надир оглы Зульфугаров (азерб. Tofiq Nadir oğlu Zülfüqarov; род. 1 ноября 1959, Ростов-на-Дону) — азербайджанский дипломат и государственный деятель. Министр иностранных дел Азербайджана (1998—1999). Посол Азербайджана в Латвии (2005—2010) и Эстонии (2007—2015).

## Биография
Родился 1 ноября 1959 года в Ростове-на-Дону. По национальности азербайджанец. В 1961 году вместе с семьёй переехал в Баку. С 1966 по 1976 год учился в бакинской средней школе № 93. В 1981 году окончил факультет востоковедения Азербайджанского государственного университета. 
Являлся членом КПСС. В 1981—1984 годах проходил  военную службу в ВМФ СССР, был направлен в столицу Народной Демократической Республики Йемен город Аден в качестве военного переводчика. Награждён военной медалью Народной Демократической Республики Йемен. 
В 1984—1985 годах работал в   Ленинском районном комитете комсомола города Баку. С 1985 года работал на кафедре арабских исследований Академии наук Азербайджанской ССР. Являлся сотрудником аналитической группы по проблеме Нагорного Карабаха. В 1991 году работал в Институте истории им. А. Бакиханова Национальной академии наук Азербайджана.

## Политическая карьера
С 1992 года на работе в Министерстве иностранных дел Азербайджана. Являлся начальником отдела, начальником управления. Участвовал в переговорном процессе по урегулировании армяно-азербайджанского конфликта.  
Заместитель министра иностранных дела Азербайджана (25 июня 1994 — 19 марта 1998). 
15 января 1998 года присвоен ранг чрезвычайного и полномочного посла. 
5 марта 1998 года назначен министром иностранных дел Азербайджана.
26 октября 1999 года вместе с советником президента Азербайджана по внешнеполитическим вопросам Вафой Гулузаде и руководителем секретариата Президента Эльдаром Намазовым  подал в отставку в знак протеста против предложенного в рамках урегулирования Карабахского конфликта территориального обмена противоречащего интересам Азербайджана.
В 2001 году стал одним из инициаторов принятия Общенациональной Хартии принципов карабахского урегулирования.
Посол Азербайджана в Латвии (27 июня 2005 — 11 октября 2010). Одновременно являлся послом Азербайджана в Эстонии со штаб-квартирой в Риге (10 апреля 2007 — 11 октября 2010).
После открытия посольства Азербайджана в Эстонии назначен послом Азербайджана в Эстонии с резиденцией в Таллине (11 октября 2010 — 25 ноября 2015). 
Зульфугарову часто приписывают обширные работы по карабахской проблеме, миротворческих инициативах и восстановлению территориальной целостности Азербайджана.
Владеет русским, арабским и английским языками. В настоящее время занимается общественно-политической деятельностью.

## Награды
- Орден Креста земли Марии 1 класса (20 октября 2015 года, Эстония)[17].